# Miguel España
Miguel España, né le 31 janvier 1964 à Mexico (Mexique), est un footballeur mexicain, qui évoluait au poste de milieu défensif aux Pumas UNAM, aux Tigres UANL et à Santos Laguna ainsi qu'en équipe du Mexique.
Espana marque deux buts lors de ses quatre-vingt-une sélections avec l'équipe du Mexique entre 1984 et 1994. Il participe à la coupe du monde en 1986 et à la Copa América en 1993 avec l'équipe du Mexique.

## Carrière
- 1983-1994 : Pumas UNAM
- 1994-1995 : Tigres UANL
- 1995-2001 : Santos Laguna
- 2001-2004 : Pumas UNAM [2]

## Palmarès

### En équipe nationale
- 81 sélections et 2 buts avec l'équipe du Mexique entre 1984 et 1994

### Avec l'UNAM
- Vainqueur de la Coupe des clubs champions de la CONCACAF en 1989
- Vainqueur du Championnat du Mexique en 1991

### Avec Santos Laguna
- Vainqueur du Championnat du Mexique en 1996 (tournoi d'hiver)